# Gianluca Bortolami
Pour les articles homonymes, voir Bortolami.
Gianluca Bortolami est un coureur cycliste italien né le 28 août 1968 à Milan.

## Biographie
Gianluca Bortolami passe professionnel en 1990 au sein de l'équipe Diana-Colnago-Animex. 
En 1994, il remporte la 6e étape du Tour de France. Il gagne aussi dans la saison le Grand Prix de Zurich et la Leeds International Classic. Cela lui permet de remporter la Coupe du monde.
En 1996, il termine deuxième de Paris-Roubaix, entouré de deux équipiers : Johan Museeuw, vainqueur, et Andrea Tafi, troisième. Ce tiercé gagnant de l'équipe Mapei restera célèbre. C'est le directeur sportif de l'équipe, Patrick Lefevere, qui détermine l'ordre d'arrivée de ses trois coureurs.
Il remporte le Tour des Flandres 2001.
En avril 2003, il est déclaré positif aux corticoïdes à la suite d'un contrôle antidopage effectué aux Trois Jours de La Panne. Il est suspendu six mois.
En février 2006, découvrant qu'il souffre d'une myocardite, une cicatrice dans le muscle cardiaque causée par un virus et provoquant une arythmie, il décide de mettre un terme à sa carrière.

## Palmarès sur route

### Palmarès amateur
- 1986
  - Giro della Lunigiana
- 1987
  - Rho-Baveno-Levo
- 1989
  - Trophée Minardi
  - 5e du championnat du monde sur route amateurs

### Palmarès professionnel
- 1990
  - 5e étape du Tour de Grande-Bretagne
- 1991
  - 6e étape de la Semaine bergamasque
  - 4e étape du Tour de Grande-Bretagne
- 1992
  - 2e étape du Tour de Romandie
  - 10e et 11e étapes du Tour du Portugal
- 1993
  - Monte Carlo-Alassio
  - Critérium des Abruzzes
- 1994
  - Vainqueur de la Coupe du monde
  - 6e étape du Tour de France
  - Grand Prix de Camaiore
  - Leeds International Classic
  - Grand Prix de Zurich
  - Tour de Vénétie
  - 2e du Trophée Matteotti
  - 2e du Grand Prix de Fourmies
  - 2e de Paris-Tours
  - 6e de la Classique de Saint-Sébastien
- 1995
  - Prologue du Tour DuPont
  - 3e des Trois Jours de La Panne
  - 3e du Tour de Luxembourg
  - 5e du Tour des Flandres
  - 9e de l'Amstel Gold Race
  - 10e de Paris-Roubaix
- 1996
  - 2e de Monte Carlo-Alassio 
  - 2e de Paris-Roubaix
  - 8e de l'Amstel Gold Race
- 1997
  - 5e étape du Tour de Galice
  - Coppa Bernocchi
  - 2e épreuve du Trofeo dello Scalatore
  - Tour du Piémont
  - 2e du Tour de Galice
  - 2e du Grand Prix de Fourmies
  - 3e de la Rochester International Classic
- 1998
  - Grand Prix de Chiasso
  - 2e du Circuit Het Volk
  - 2e de la Prueba Villafranca de Ordizia
  - 9e du Tour des Flandres
  - 9e de Paris-Roubaix
- 1999
  - 1re et 2e étapes du Tour d'Autriche
- 2000
  - 1re étape du Tour des Abruzzes
  - 3e du Tour de Toscane
- 2001
  - Tour des Flandres
  - Tour de Bochum
  - 3e étape du Tour de Suisse
  - 3e étape du Brixia Tour
  - 3e des Trois vallées varésines
- 2002
  - Tour de Romagne
  - Grand Prix de Fourmies
  - Grand Prix Bruno Beghelli
  - Milan-Vignola
  - 2e de la Coppa Placci
  - 2e de la Coppa Bernocchi
  - 3e du Tour du Piémont
- 2003
  - 1re étape des Trois Jours de La Panne
  - 2e des Trois Jours de La Panne
- 2004
  - 1re étape du Tour de Belgique
  - Tour de Romagne

## Résultats sur les grands tours

### Tour de France
7 participations
- 1993 : 73e
- 1994 : 13e, vainqueur de la 6e étape
- 1995 : abandon (18e étape)
- 1997 : 46e
- 2000 : abandon (12e étape)
- 2002 : 75e
- 2005 : non-partant (16e étape)

### Tour d'Italie
8 participations
- 1990 : 123e
- 1991 : 16e
- 1992 : 64e
- 1993 : 55e
- 1994 : 51e
- 1996 : non-partant (6e étape)
- 1997 : 34e
- 2000 : 96e

### Tour d'Espagne
1 participation
- 1996 : abandon

## Palmarès sur piste

### Championnats du monde juniors
- 1986
  -  Médaillé d'argent de la poursuite individuelle
  -  Médaillé de bronze de la poursuite par équipes